# Jon Jonsson (jurist)
Erik Jon Olof Jonsson, född 4 november 1933, död 22 november 2006, var en svensk jurist som var lagman i Åmåls tingsrätt från 1982 till 1999.
Jonsson utnämndes 3 mars 1972 till rådman i Stockholms rådhusrätt. Han utnämndes till lagman i Åmåls tingsrätt 15 april 1982, från att före dess varit rådman i Falu tingsrätt. 